# František Řivnáč
František Řivnáč (1. září 1807 Praha – 25. června 1888 Praha) byl český knihkupec a nakladatel.

## Biografie
Syn pražského císařského kožešníka a bratr kněze Hynka Ignáce Řivnáče. 

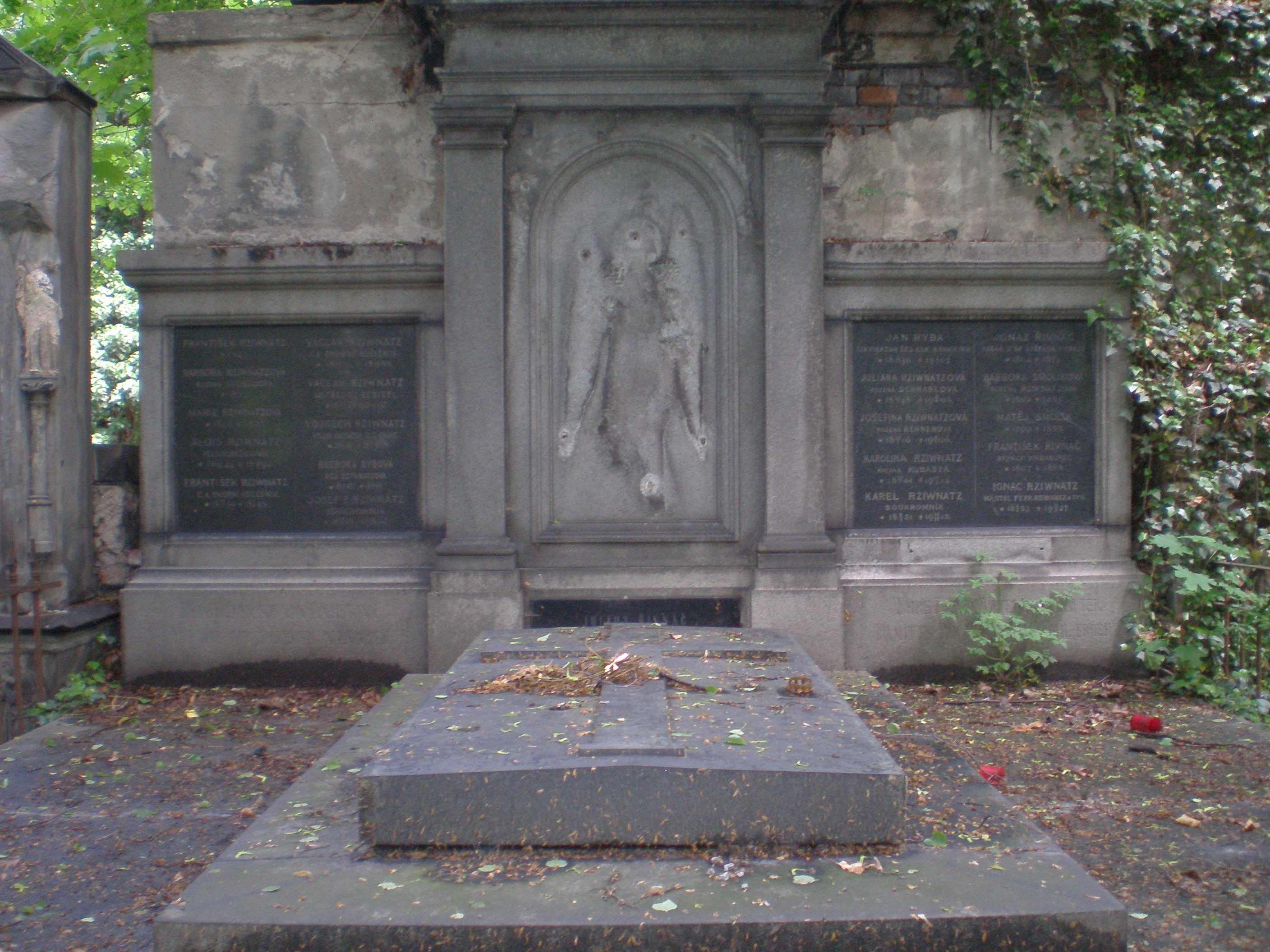
Hrob Františka Řivnáče na Olšanských hřbitovech v Praze

Po absolvování akademického gymnázia staroměstského nastoupil roku 1825 jako praktikant do knihkupectví Kronberger & Weber. Po čase se v něm stal společníkem (firma se přejmenovala na Kronberger & Řivnáč). Roku 1839 ho portrétoval v Praze usazený belgický malíř Alexander Clarot (1796-1842).
V roce 1848 ze společnosti vystoupil a založil si vlastní knihkupectví v provizorním sídle Českého muzea, které tehdy bylo střediskem národního života. V té době byl jedním z pouhých dvou českých knihkupců v Praze. Převzal také expedici Matice české a v komisi prodával muzejní publikace. Jeho nakladatelství vydalo například Děje království českého (V. V. Tomka) a Průvodce po Čechách. Kromě uspokojování domácího publika také úspěšně prodával do zahraničí, čímž uváděl českou literaturu na německý a dále na světový trh. Podnik vedl do roku 1884, kdy jej převedl na syna Antonína (který se stal společníkem už roku 1872).
Řivnáč byl také veřejně činný – působil jako obecní starší, druhý přednosta grémia pražských knihkupců a pokladník výboru pro vystavění Národního divadla.
V 50. letech 19. století byl jednou z nejpopulárnějších osobností a požíval úcty až do konce života. Zasloužil se o rozvoj české literatury, zejména vědecké a vzdělávací, a byl uznávaný doma i v zahraničí pro solidní vedení svého podniku.
Je pohřben na Olšanských hřbitovech v Praze, ve stejném hrobě se svým bratrem Ignácem a ostatními členy rodiny. Plastika anděla byla z náhrobku ukradena. Jeho syn Antonín v rodinné hrobce pohřben není, má totiž svůj vlastní hrob, ale ten se nachází ve stejném oddělení a je vzdálený jen pár desítek metrů.